# Luneta Keplera

Bieg promieni w lunecie Keplera:
P_{1} – przedmiot
P_{2} – obraz dawany przez obiektyw
P_{3} – obraz dawany przez okular
F_{1} – ognisko obiektywu
F_{2} – ognisko okularu

Luneta Keplera – luneta astronomiczna, opisana po raz pierwszy przez Johannesa Keplera. Składa się z obiektywu i okularu (obu o dodatniej zdolności zbierającej) tak względem siebie położonych, że ognisko obrazowe obiektywu pokrywa się z ogniskiem przedmiotowym okularu. Przysłonę aperturową stanowi oprawa obiektywu. Jej obraz dawany przez lunetę jest jej źrenicą wyjściową; w niej powinno być umiejscowione oko. W zależności od oświetlenia średnica źrenicy oka może się zmieniać od 2 do 8 mm i to ona w praktyce decyduje o aperturze lunety, a więc i o jej jasności. Konstruowanie lunety o zbyt dużej średnicy przysłony aperturowej nie ma sensu, gdyż i tak część wiązki światła przechodzącej przez lunetę zostanie zatrzymana przez ograniczenie źrenicy oka i nie będzie brała udziału w tworzeniu obrazu.

## Wzory
Powiększenie wizualne lunety określa wzór:
{\displaystyle \Gamma ={\frac {\operatorname {tg} (w')}{\operatorname {tg} (w)}}={\frac {f'_{1}}{f'_{2}}},}
co jest równe stosunkowi średnicy przysłony aperturowej i źrenicy oka.

## Obraz w lunecie
Obraz wynikowy w lunecie Keplera jest odwrócony i jeżeli luneta ta ma być używana jako lornetka, to musi zostać wyposażona w system odwracania biegu promieni (np. pryzmaty Porro).